# BASICA
IBM BASICA ("Advanced BASIC") é um interpretador em disquete do BASIC escrito pela Microsoft para o PC-DOS. BASICA permitia o uso do BASIC residente em ROM (por vezes chamado de IBM Cassette BASIC), incluído em antigos modelos do IBM PC quando o DOS era carregado (o próprio ROM BASIC executava-se quando nada era carregado no arranque), adicionando funcionalidades tais como acesso a ficheiros e som.
Só funcionava em IBM PCs que tivessem ROM BASIC.